# تاريخ الفنون القتالية

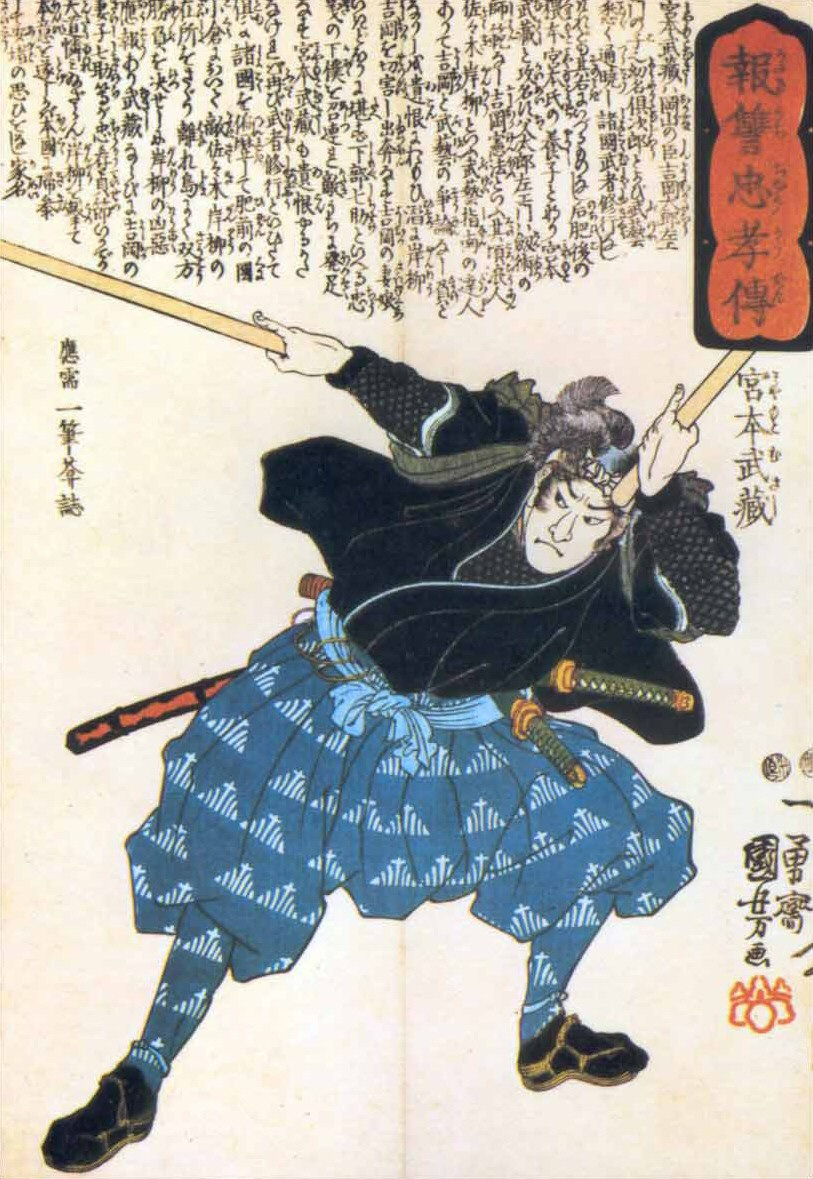

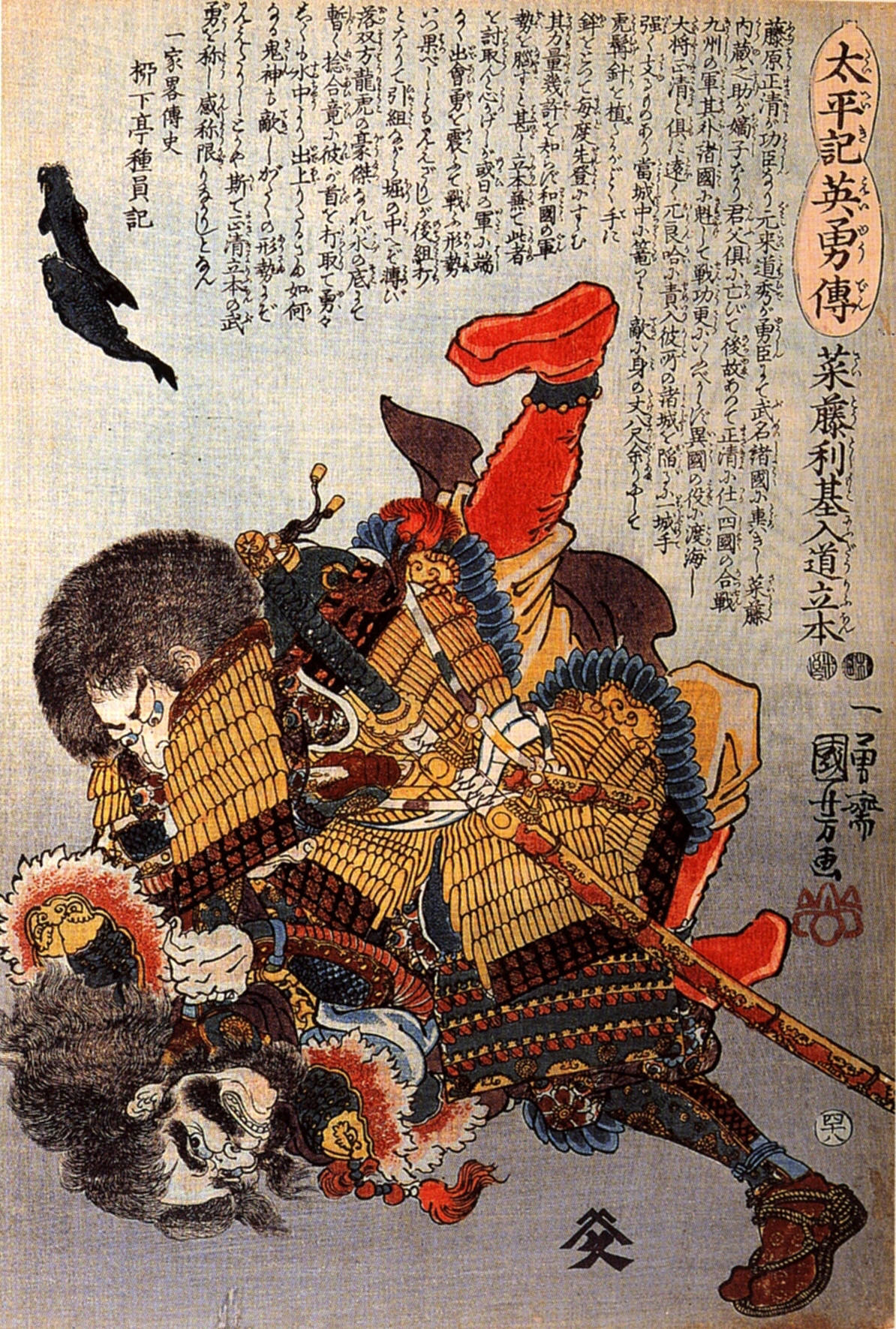

تاريخ الفنون القتالية. يرجع إلى العصور البشرية القديمة إذ هو طبيعة في الحيوان والإنسان. بدأ الظهور كفن مؤصل له قواعد وتقنيات بحركات مخصصة بعد الحرب العالمية الأولى، ثم عُدل وأُدرج في الألعاب الأولمبية.

## كلام ابن خلدون عن فلسفة القتال في تاريخ البشرية
ذكر ابن خلدون في المقدمة أنّ الإنسان يحتاج في الدفاع عن نفسه إلى الاستعانة بأبناء جنسه، لأنّ الله سبحانه لمّا ركّب الطباع في الحيوانات كلها، وقسم القدر بينها جعل حظوظ كثير من الحيوانات العُجم من القدرة أكمل من حظ الإنسان؛ فقدرة الفرس مثلا أعظم بكثير من قدرة الإنسان وكذا قدرة الحمار والثور؛ وقدرة الأسد والفيل أضعاف من قدرته.
ولما كان العدوان طبيعيا في الحيوان جعل لكل واحد منهما عضوا يختص بمدافعته ما يصل إليه من عادية غيره. وجعل للإنسان عوضا من ذلك كلّه الفكر واليد. فاليد مهيئة للصنائع بخدمة الفكر؛ والصنائع تحصل له الآلات التي تنوب له عن الجوارح المعدة في سائر الحيوانات للدفاع مثل: الرماح التي تنوب عن القرون الناطحة، والسيوف النائبة عن المخالب الجارحة، والتِراس النائبة عن البشرات الجاسية؛ إلى غير ذلك مما ذكره جالينوس في كتاب منافع الأعضاء.
الواحد من البشر لا تقاوم قدرته قدرة واحد من الحيوانات العُجم سيّما المفترسة؛ فهو عاجز عن مدافعتها وحده بالجملة، ولا تفي قدرته أيضا باستعمال الآلات المعدة للمدافعة لكثرتها وكثرة الصنائع والمواعين المعدة لها فلا بد في ذلك كله من التعاون عليه بأبناء جنسه. انتهى كلامه.
ففنون القتال والدفاع عن النفس التي نسمع عنها في الوقت الحاضر مثل الكاراتيه، الكيك بوكسينغ، المصارعة، الآيكيدو، الجوجتسو، الجودو، الملاكمة، الوينج تشون...الخ.
هي نتيجة لبحث ودرس الحركات الموجودات في الأرض، خلقت مع الإنسان ومارسها كصراع من أجل البقاء.. ففي العصر البدائي لم تكن هذه الأساليب مفصلة ومجزأة كما هي الآن.. بل كانت تشمل المصارعة والجودو لإخلال التوازن والتثبيت، واللكم كالملاكمة، والرفس كالكاراتيه والتايكواندو، والرماية بالرمح والنبل وغيره من أدوات التسلح التي يستعملها الإنسان البدائي، وكانت هي الوسيلة الرادعة في القضاء على الخصم بالأساليب القتالية الشرسة.. تقليداً لما كان يراه الإنسان من أساليب الصراع الفتاكة بين الحيوانات المفترسة.. فكانت كل هذه الأساليب القتالية التي نسمع عنها الآن مجتمعة معاً، كاللكم والركل والمسك وإخلال التوازن والرمي والتثبيت وغيره من أساليب القتال والدفاع عن النفس.
ومع تقدم العصور والدهور إبتدأت الشعوب بالاهتمام بكل جزء من هذه الأساليب التي ذكرناها سابقاً كل على حدة، وطوروها بعد تهذيبها وتنسيقها مع بعضها والتدريب عليها وإتقانها، بعدما حذفوا منها الحركات والضربات الخطرة حتى أصبحت لعباً رياضية، ووضعوا لها قوانين ونظم للتدريب والتباري عليها وأصبحت فناً له أصوله وقواعده التي توازي أي فن من الفنون الأخرى كالرسم وغيره في الدقة والراعة، بل أفضل من حيث الاستفادة منه بشكل عام، حتى أصبحت رياضة تعتني بالنواحي النفسية والفكرية بعدما كانت تهتم بالنواحي الجسدية والقوة العضلية فقط.
وأصبحت البراعة في القتال عن طريق القضاء على الخصم بأقل جهد ممكن بالتوافق العضلي والفكري، عن طريق السرعة والمراوغة وإخلال التوازن والضرب أثناء الدفاع والهجوم، ودراسة أماكن الضعف الحساسة في الجسم، للضرب والضغط عليها للقضاء على الخصم بأقل جهد ممكن.

## الفنون القتالية عند العرب
سرعان ما أصبح تقليد الفروسية في شمال الجزيرة العربية جزءًا لا يتجزأ من الحرب في جميع أنحاء العالم العربي ومعظم غرب آسيا. وشهدت العصور الوسطى ازدهار ثقافة الفروسية، التي جمعت بين مفهوم الشرف البدوي القديم (المرؤة) والمثل الإسلامية للفروسية. وكان الفارس يصقل مهاراته أولاً في المصارعة والقتال المسلح على الأرض قبل أن يتعلم القتال أثناء ركوب الخيل. وتتناول أدبيات الفروسية من القرن التاسع إلى القرن الخامس عشر الفروسية والرماية والاستراتيجية العسكرية والمبارزة والهجوم بالرمح. وتضمن القتال المسلح استخدام السيف والرمح والرمح والخنجر (الجنبية) والعصا والفأس (التبر) والمطرقة الحربية والقوس المنحني. هناك أيضًا التحطيب الذي كان يُمارس في مصر القديمة ولا يزال يُؤدى في الاحتفالات.

## تاريخ الفنون القتالية الرومانية
كان الرومان يهتمون (بالمصارعة) وهذبوها بعدما كانت تقام لها ميادين للقتال بالرماح والسيوف وغيره ووضعوا لها أسساً وقوانين، حتى أصبحت لعبة رياضية أولمبية في وقتنا هذا.

## تاريخالفنون القتالية الصينية

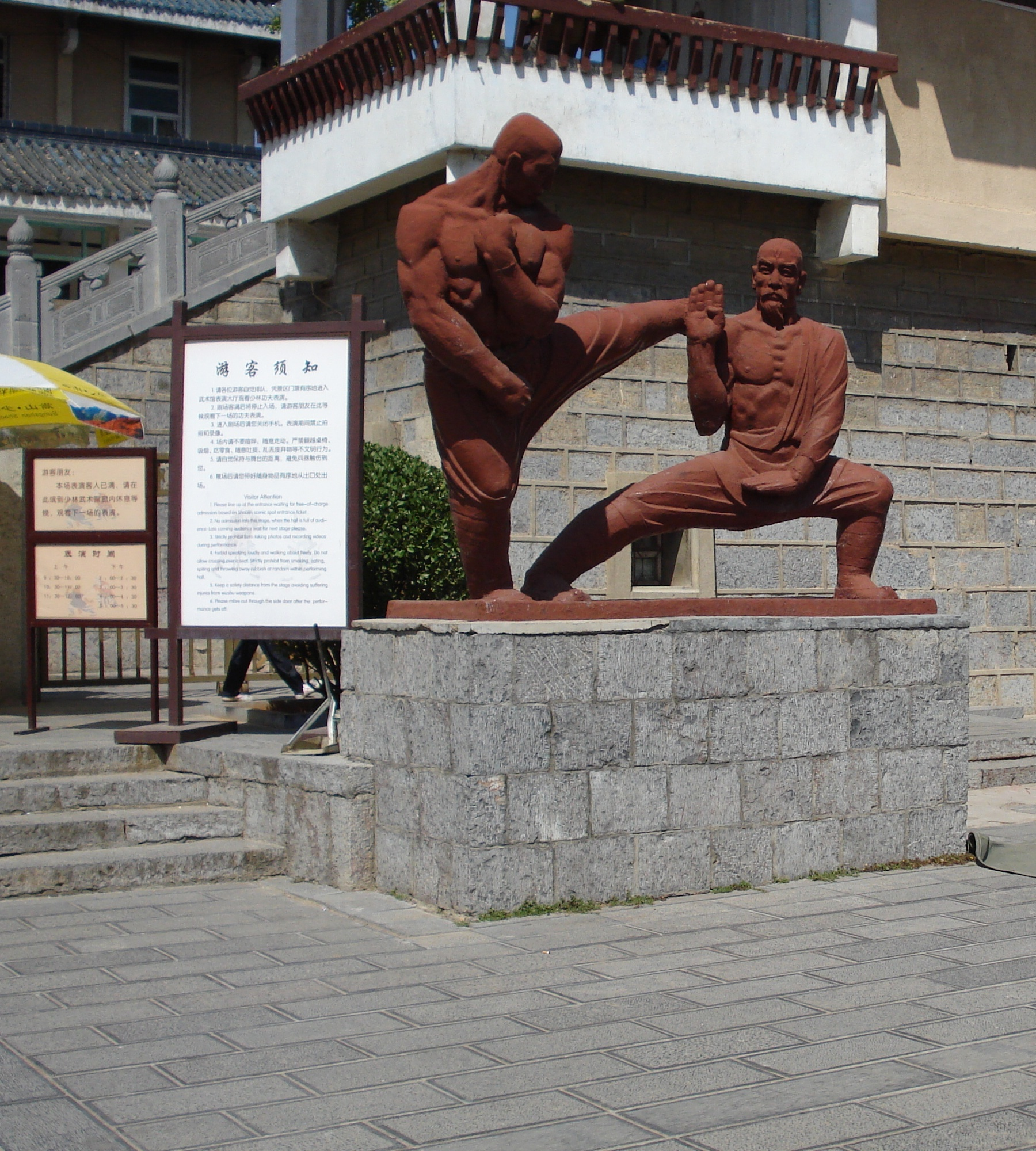
شاولين

أخذ الصينيون فن (الجوجتسو) وأدخلوا عليه فلسفتهم الدينية الخاصة في الحياة لتظهر في طريقتهم القتالية.. وقد تأثرت مدارس القتال الصينية بهذه الفلسفة ووضعتها موضع التنفيذ، ولقد سميت المدارس القتالية القديمة بالصين (بالجوجتسو) ولقد روّضوا هذا الفن وحذفوا منه الضربات الخطرة حتى أصبحت رياضتهم الحالية الشعبية وهي (الكونغ فو).

### نشأة أسلوب السيف العريض
تضمنت رياضة الكونغ فو أساليب متنوعة لفنون القتال بالأسلحة التي كانت تمارس في الزمن القديم في عهد أسرة شانغ التي اهتمت بإتقان أسلوب السيف العريض في القرن السادس عشر. وعملت على نشر أسلوب القتال بالسيف العريض آنذاك، حيث كان أكثر الشباب والرجال بل أيضا النساء يهتمون بتعلم أسلوب السيف حتى أصبح شائعا بين عامة الناس. كما تطور أسلوب السيف عبر المراحل التاريخية المختلفة وظهرت المدارس التي اخذت تتطور تطورا ملحوظا مثل مدرسة «تشاوى» ومدرسة «يويه» ومدرسة «ووا» التي اكتسبت الخبرة الفنية من الاستمرار في التدريبات القوية العنيفة، وسرعان ما أصبح أسلوب السيف العريض يمارس بسرعة وقوة ومرونة بالاعتماد على اللياقة البدنية العالية مع الإتقان في أداء الحركات بمهارة دون صعوبة حيث تعتمد حركاته على الطعن والقطع والاكتساح والتلويح إلى أبعد مدى وأقرب مدى بسرعة ومهارة. وجدير بالذكر أن هذا الأسلوب من أهم الأساليب التي وضعها الاتحاد الآسيوي لرياضة الكونغ فو والذي اختاره من ضمن عشرات الأساليب.
وقد قام الاتحاد بإرسال العديد من الخبراء والمدربين الصينيين إلى مختلف بلاد العالم لتعليم وتوضيح طريقة أداء الأساليب السبعة التي اختارة الاتحاد.

### تاريخالكونغ فو
نشأة فن الكونغ فو: في الصين من آلاف السنين في معبد شاولين نتيجة لظروف كانت تمر بها البلاد من سرقات وظلم واستبداد بدأ الرهبان في معبد شاولين من وضع البذرة الأولى لفن قتالى هدفه الدفاع عن النفس فبدأ الرهبان يلاحظون قتال الحيوانات بعضهم مع بعض وبدأوا من هنا يأخذوا بعض الحركات القتالية من قتال الحيوانات ومن ثم تطور إلى أن أصبح يسمى بالأسلوب الذي يحتوى على العديد من الحركات القتالية ذات فنيات قتالية ومهارية عالية وبدأ من هنا فكرة الأساليب.

## تاريخالفنون القتالية اليابانية

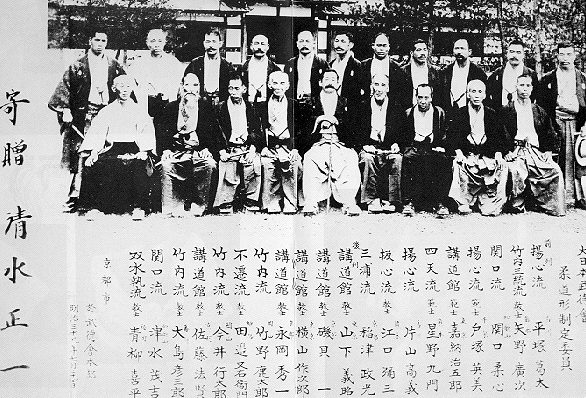
داي نيبون بيتوكيكاي

أخذ اليابانيون فن (الجوجتسو) من الصينيين في العصور القديمة ثم قاموا بوضع أفضل طريقة علمية للدفاع عن النفس، من هذا النوع من القتال، وقد إنتشرت هذه اللعبة وأقيمت لها مباريات ودورات تدريبية، ومن هذا الفن تفرعت مدارس قتالية عديدة اعتنت بفنون الدفاع عن النفس وإتخذت لها أساليب مختلفة في القتال مثل أساليب: الآيكيدو، الجوجتسو، الكندو، الكاراتيه..الخ.ومع مرور الزمن وتطور هذه الفنون، ظهرت كثير من الأساليب سُميت بأسماء مختلفة كل حسب لغة بلده، فمثلاً كلمة (كاراتيه) تنقسم إلى قسمين وهما (كارا) وتعني الفراغ و (تيه) تعني اليد، ومن هنا فان الكاراتيه تعني (اليد الفارغة) أو المجردة من السلاح.
وفي ماليزيا ظهر أحد الأساليب القتالية وهو (سيلات سني جايونغ) وتعني ((السرعة والقوة والضرب في المكان الحساس))، وفي كوريا (تكواندو) وتعني ((طريقة الرفس واللكم)).

### تاريخالساموراي
تاريخ الفنون القتالية باليابان يعود إلى أكثر من ألف سنة من الوجود. كانت هناك سلالة تسمى الهاين في اليابان، حكمت اليابان لأربع قرون (400 سنة) تقريباً، لكن مرور السنوات أدى إلى نمو قوة الأشراف في المقاطعات. فبدأ هؤلاء الأشراف بالاستعداد، مؤسِّسين جماعات من الرجال المقاتلين. قدَّمت بدورها خدماتٍ إلى الأسياد. وهكذا تولد شكل من النظام الإقطاعي. وأصبح حملة السلاح المحاربون هؤلاء يُسَمَّون بـ«الساموراي». كانت لهم قواعد شرف متزمتة، شابهت في كثيرٍ منها فرسان العصور الوسطى في أوروبا. وقد استطاعوا مع الوقت تحطيم سلالة هاين في عام 1160 م.
كانوا يتلقون تدريب شاقا فيصبحون متخصصين في الملاكمة وأستعمال السيف والقوس وممارسة الحركات البدنية السريعة الماهرة.
إذا وُلد للساموراي ابن يقومون بمراسيم خاصة تسمى ماموري-جاتانا ويهدونه أول سيف في حياته، بالطبع السيف يكون عبارة عن مجرد لعبة مربوطة فيها الـ محفظة وغالباً يحتفظ الولد بالسيف حتى وصوله لسن الخامسة. لكن عندما يصل الولد لسن الثالثة عشر يقومون بمراسيم ثانية اسمها جينبوكو وفيها يستلم أول سيف حقيقي مع درعه ويعطونه اسمو رجل بالغ ويصبح بعدها ساموراي يرتدون الكيمونو ويطيلون شعورهم ويعتبرونها شرف لهم والذي يقص شعره يذهب شرفه
وصدر قانوناً أخلاقياً جديد عرف باسم «بوشيدو»، أي (طريق المحارب). واتخذوا..زهرة الساكورا (شجرة الكرز) رمزهم الجديد، وديانتهم هي فرع من البوذية تسمى «زن»، يعلمهم احترام كل الكائنات الحية. كما كان حب الفن وتعلمه من الاشياء التي يتعلمونها.
وكانوا يفتخرون بمهارتهم في الرسم وكتابة الشعر، وايضا تنسيق الزهور.
وجميع الفنون القتالية اليابانية "البودو" والمعروفة عالميا مثل الكاراتي والجيدو والآيكيدو والكاندو والسومو".
نشأت الفنون القتالية من تقنيات قتال الساموراي والتي تطورت عبر القرون".